# Dāvis Indrāns
Dāvis Indrāns (Riga, 6 de junio de 1995) es un futbolista letón que juega en la demarcación de centrocampista para el FK Ventspils de la Virslīga.

## Selección nacional
Tras jugar con la selección de fútbol sub-18 de Letonia, la sub-19 y la sub-21, finalmente debutó con la selección absoluta el 9 de junio de 2017. Lo hizo en un partido de clasificación de la Copa Mundial de Fútbol de 2018 contra Portugal que finalizó con un resultado de 0-3 a favor del combinado portugués tras los goles de André Silva y un doblete de Cristiano Ronaldo.

## Clubes
| Club                           | País    | Año         | Partidos | Goles |
| ------------------------------ | ------- | ----------- | -------- | ----- |
| FK Ventspils                   | Letonia | 2013 - 2014 | 5        | 0     |
| Skonto FC                      | Letonia | 2015        | 5        | 0     |
| FS METTA/Latvijas Universitāte | Letonia | 2016 - 2018 | 53       | 7     |
| FK RFS                         | Letonia | 2018 - 2019 | 18       | 5     |
| FK Jelgava                     | Letonia | 2019 - 2020 | 39       | 4     |
| Valmiera FC                    | Letonia | 2020        | 2        | 0     |
| FK Ventspils                   | Letonia | 2021 -      | 3        | 0     |

## Palmarés

### Campeonatos nacionales
| Título   | Club         | País    | Año  |
| -------- | ------------ | ------- | ---- |
| Virslīga | FK Ventspils | Letonia | 2014 |